# Slag bij het Gardameer

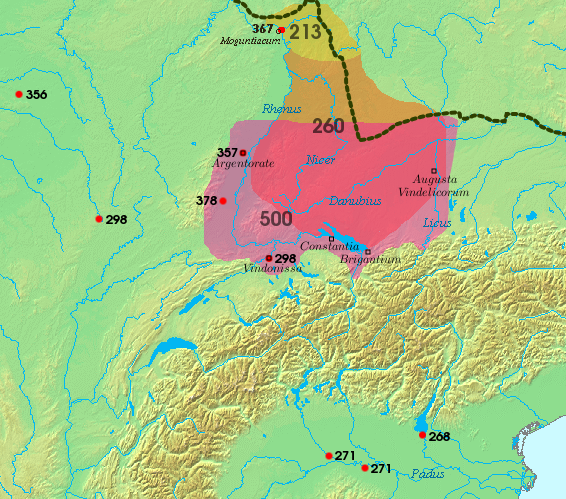
Nederzettingen en expansie van de Alemannen

De Slag aan het Gardameer, ook wel bekend als de Slag bij Lacus Benacus, vond plaats in november 268 aan de oevers van het Gardameer in Noord-Italië tussen het Romeinse leger, onder aanvoering van keizer Claudius II, en de Alemannen, onder leiding van koning Chrocus. Het Romeinse leger bestond uit ongeveer 35.000 soldaten, de Alemannen waren met tweemaal zoveel. De veldslag werd gewonnen door de Romeinen.

## De veldslag
De Alemannen, hadden eerder dat jaar de Romeinse grens doorbroken en waren via de Brennerpas Italië binnen gevallen. Claudius II, die dat jaar tot keizer was benoemd had te maken met een opstand van het leger in Mediolanum (Milaan) en een andere grote invasie van de Goten op de Balkan. De keizer trad de Alemannen in eerste instantie tegemoet door middel van onderhandelingen, maar toen dit niets opleverde, verzamelde hij een leger en koos voor de aanval. We kennen weinig feitelijkheden omtrent het verloop van de veldslag. Claudius behaalde de overwinning. Hij versloeg en doodde de helft van het Alemaanse leger en sloeg de overlevenden terug over de Alpen.

## Betekenis
De overwinning bij het Gardameer markeerde het begin van het herstel van de Romeinse macht na de ineenstorting halverwege de 3e eeuw, waar keizer Gallienus mee begonnen was en die later door Aurelianus zou worden voltooid.
Gardameer · Placentia · Fano · Pavia · Vindonissa · Reims · Straatsburg · Sulz am Nackar · Argentovaria · Langres
Oorlogen van de Romeinse Republiek
· Romeins-Etruskische Oorlogen
· Romeins-Aequische Oorlogen
· Latijnse Oorlog
· Romeins-Hernicische Oorlogen
· Romeins-Volscische Oorlogen
· Samnitische oorlogen (Eerste, Tweede, Derde)
· Pyrrhische Oorlog
· Punische oorlogen (Eerste, Tweede, Derde)
· Illyrische Oorlogen (Eerste, Tweede, Derde)
· Macedonische Oorlogen (Eerste, Tweede, Derde, Vierde)
· Romeins-Seleucidische Oorlog
· Aetolische Oorlog
· Galatische Oorlog
· Romeinse Verovering van Hispania (Eerste Celtiberische Oorlog, Lusitanische Oorlog, Numantische Oorlog, Sertorische Oorlog, Cantabrische Oorlogen)
· Achaeïsche Oorlog
· Oorlog tegen Jugurtha
· Cimbrische Oorlog
· Servilische Oorlogen (Eerste, Tweede, Derde)
· Bondgenotenoorlog
· Sulla's Burgeroorlogen (Eerste, Tweede)
· Mithridatische oorlogen (Eerste, Tweede, Derde)
· Gallische Oorlog
· Romeinse expedities naar Britannia
· Burgeroorlog tussen Pompeius en Caesar
· Einde van de Republiek (Slag bij Mutina, Burgeroorlog tegen Brutus en Cassius, Siciliaanse Opstand, Perusiaanse Oorlog, Burgeroorlog tussen Antonius en Octavianus)
Oorlogen van het Romeinse Keizerrijk
· Germaanse Oorlogen (Teutoburgerwoud, Marcomannenoorlog, Alemannische Oorlogen, Gotische Oorlog, Visigotische Oorlogen)
· Romeinse verovering van Britannia
· Boudicca
· Armenische Oorlog
· Vierkeizerjaar
· Joodse Oorlog
· Romeins-Parthische Oorlog
· Romeins-Perzische oorlogen
· Burgeroorlogen van de derde eeuw
. Gotische oorlog (376-382)
. Gotische opstand van Alarik I
. Gildonische opstand
. Gotische oorlog (402-403)
. Pictische oorlog van Stilicho
. Oorlog van Heraclianus
. Oorlog van Radegaisus
. Rijnoversteek
. Romeinse Burgeroorlog 427-429
· Val van het West-Romeinse Rijk